# Scott Joplin
Scott Joplin (Teksas, oko lipnja 1867. – New York, 1. travnja 1917.) je bio amerčki skladatelj.
Postao je glasovit po svojoj klavirskoj ragtime glazbi, osobito skladbama "Maple Leaf Rag" i "The Entertainer". Napisao je i operu "Treemonisha". Njegova je glazba ponovno došla u modu 70-ih godina. 
Kralj ragtimea. Bio je pijanist i skladatelj. Otac mu je još bio rob. Veći dio života bio je vrlo siromašan, a ipak je učio klasičnu glazbu, te bio posve svjestan da i sam sklada "veliku glazbu". Uz brojne klavirske brojeve napisao je balet i dvije opere. Nakon smrti pao je u zaborav, jer su njegovu glazbu, kao i ragtime, suvremenici držali manje vrijednom. Ponovno je postao popularan 70.-tih godina, naročito nakon filma "Žalac" s ragtimeom "The Entertainer".